# 仙波村
仙波村（せんばむら）は埼玉県入間郡にあった村。

## 地理

### 隣接していた自治体
- 入間郡：川越町、大田村、福原村、高階村、南古谷村、古谷村

## 歴史
- 1889年（明治22年）4月1日 - 町村制施行に伴い、入間郡新宿村・大仙波村・大仙波新田・岸村の区域をもって発足。
- 1922年（大正11年）12月1日 - 川越町と新設合併して川越市が発足。同日仙波村廃止。